# 엘카피탠
엘카피탠(영어: El Capitan /ɛl ˌkapɪˈtæn/)은 미국 캘리포니아주 요세미티 국립공원에 있는 암반 성상으로, 요세미티 계곡의 북쪽에 위치하고 있다.
엘카피탠이란 이름은 1851년, 마리포사 대대가 요세미티 계곡을 탐험하면서 붙여졌다. 엘카피탄(El Capitán)이란 스페인어 이름은 아메리카 원주민이 부르던 "토토콘오라"(To-to-kon oo-lah) 또는 "토톡아누라"(To-tock-ah-noo-lah)라는 이름의 뜻을 옮긴 것이다. 암벽 등반가들은 엘캡(El Cap)이라고 줄여서 부르기도 한다.

## 특징
요세미티 계곡 북쪽에 있다. 계곡 바닥부터 약 3300 피트 (약 1000 미터)로 솟아 있어, 화강암 성상으로서는 세계 제일의 크기이다. 남서 및 남동 벽에는 수많은 등반 루트가 있으며, 암벽 등반의 명소로 알려져있다. 
2017년 알렉스 Alex Honnold 에 의한 프리솔로잉이 안전장구를 사용치 않은 엘캅 최초의 완등이었다 

## 같이 보기
- 하프 돔